# Municipio de Ness (Minnesota)
El municipio de Ness (en inglés: Ness Township) es un municipio ubicado en el condado de St. Louis en el estado estadounidense de Minnesota. En el año 2010 tenía una población de 62 habitantes y una densidad poblacional de 0,68 personas por km².

## Geografía
El municipio de Ness se encuentra ubicado en las coordenadas 46°58′35″N 92°43′42″O / 46.97639, -92.72833. Según la Oficina del Censo de los Estados Unidos, el municipio tiene una superficie total de 91.29 km², de la cual 90,79 km² corresponden a tierra firme y (0,54 %) 0,5 km² es agua.

## Demografía
Según el censo de 2010, había 62 personas residiendo en el municipio de Ness. La densidad de población era de 0,68 hab./km². De los 62 habitantes, el municipio de Ness estaba compuesto por el 100 % blancos. Del total de la población el 1,61 % eran hispanos o latinos de cualquier raza.